# Nevěsta z Lammermooru
Nevěsta z Lammermooru je historický román Waltera Scotta. Jde o jednu ze dvou povídek vydaných v knize Tales of My Landlord - 3. díl roku 1819. Děj se odehrává ve Skotsku za vlády královny Anny a byl inspirován skutečnou událostí v rodině skotského právníka Sira Jamese Dalrymplea z roku 1669.
Román se stal podkladem pro operu Gaetana Donizettho Lucie z Lammermooru.